# A grounding in numbers
A grounding in numbers is een studioalbum van Van der Graaf Generator. De musici kwamen na jaren bezig te zijn geweest in diverse bandjes en werkende aan solocarrières weer bijeen in 2008. Vervolgens ging ieder zijn weg, maar in 2009 ontstonden de eerste plannen om wederom samen de geluidsstudio in te gaan. Van 3 tot en met 9 april 2010 waren de heren aanwezig in de studio in het Propagation House te Holsworthy, Devon om hun nieuwe muziek op te nemen. 
De titel van het album verwijst naar wiskundige zaken die een rol spelen bij dit album. Zo is de verschijningsdatum 14 maart in een andere opzet 14/3, de “eenvoudige” weergave van pi. Track Mathematics gaat over de Identiteit van Euler. 5533 over matrixopbouw. Bunsho gaat over toevalligheid in het leven van Hammill. In het nummer bezingt hij dat hij soms zijn uiterste best deed op een nummer en het leverde een hele stapel negatieve kritiek op, terwijl andere nummers die toevallig ontstonden juist zeer positief werden ontvangen ("I can’t seen my stream"). Het laatste nummer begint met een opbouw die vergelijkbaar is met een cijferreeks, in dit geval vertaald naar minimal music. 
Voor wat muziek van VdGG is dit album een logisch vervolg op de muziek, die de band al vanaf haar begintijd maakte. De band kende lange periodes of “rust” gevolgd door een studioalbum met bijbehorende tournee om dan dat vervolgens weer af te wisselen met rust. Ten opzichte van de jaren 70 zijn de nummers wel veel korter geworden.
De mixer van het album was Hugh Padgham die in de jaren 90 bekend werd vanwege zijn werk voor Genesis. Het album verscheen via Esoteric Recordings. Dat platenlabel bracht voor het merendeel muziek uit de jaren 70, maar af en toe brachten ze ook albums uit van bands die in die jaren enige faam hadden opgebouwd en met een nieuw album kwamen.

## Musici
- Peter Hammill – zang, gitaar, piano, bas op Splink
- Hugh Banton – toetsinstrumenten en basgitaar op Smoke
- Guy Evans – slagwerk, percussie, gitaar op 5533

## Muziek
| Nr. | Titel                | Duur |
| --- | -------------------- | ---- |
| 1.  | Your time starts now | 4:13 |
| 2.  | Mathematics          |      |
| 3.  | Highly strung        | 3:37 |
| 4.  | Red Baron            | 2:24 |
| 5.  | Bunsho               | 5:03 |
| 6.  | Snake oil            | 5:20 |
| 7.  | Splink               | 2:37 |
| 8.  | Embarrassing kid     | 3:07 |
| 9.  | Medusa               | 2:12 |
| 10. | Mr. Sands            | 5:23 |
| 11. | Smoke                | 2:30 |
| 12. | 5533                 | 2:42 |
| 13. | All over the place   | 6:01 |

## Hitnotering

### NederlandseAlbum Top 100
| Hitnotering: 19-3-2011 tot en met 25-3-2011 | Hitnotering: 19-3-2011 tot en met 25-3-2011 | Hitnotering: 19-3-2011 tot en met 25-3-2011 |
| Week:                                       | 1                                           |                                             |
| ------------------------------------------- | ------------------------------------------- | ------------------------------------------- |
| Positie:                                    | 81                                          | uit                                         |